# Marica Strnad Cizerlj
Marica Strnad-Cizerlj, slovenska učiteljica, pesnica, publicistka in feministka, * 9. september 1872, Šmarje pri Jelšah, † december 1953, Novo mesto.

## Življenjepis
Med letoma 1887 in 1891 je obiskovala učiteljišče v Ljubljani, nato pa se je zaposlila kot učiteljica na dekliški šoli v Šentjurju. Tam je ostala do leta 1895, ko je bila premeščena v ljudsko šolo na Krembergu. Od tam je bila leta 1897 premeščena v šolo v Sv. Jakob (danes Spodnji Jakobski Dol) v Slovenske gorice, kjer je spoznala kaplana Alojza Cizerlja, ki je istega leta tam nastopil službo. Zapletla sta se v razmerje, ki ga družba ni odobravala, zaradi česar sta se preko Pariza umaknila v Rusijo. Tam sta prestopila v pravoslavno vero in se poročila. V Kišinjevu sta se kot učitelja zaposlila na tamkajšnji nemški gimnaziji.
Po nekaj letih je Alojz zaradi domotožja zapustil družino in se leta 1905 umaknil na svoje posestvo v Halozah. Po njegovi smrti v letu 1911 je posestvo pripadlo Marici, ta pa ga je leta 1915 podarila takrat še mladoletnemu sinu. Marica se je iz Rusije vrnila leta 1920. Do upokojitve je delala kot učiteljica na osnovni šoli pri Sv. Barbari.
Po upokojitvi se je skupaj s kolegico, profesorico Ervini Ropasovo, preselila v Maribor, kjer sta živeli v skupnem gospodinjstvu, po nemški okupaciji Maribora ob izbruhu druge svetovne vojne pa se je preselila k sinu na posestvo v Haloze. Leta 1945 se je nato preselila v Novo mesto, kjer je po sinovi smrti leta 1949 začela slabeti in je tam leta 1953 tudi umrla.

## Pesniško in publicistično delo
Marica je začela pesmi pisati že na učiteljišču, objavljala pa je v Ljubljanskem zvonu, Vesni, Slovenskemu narodu, Slovanskemu svetu, Slovenki in Slovenski gospodinji. Pri tem je uporabljala mnogo psevdonimov, med katerimi so bili Alenčica, Alenka, Breda, Danica, Marica II, Šmarska in Karandaš. Že leta 1927 je izdala prvo pesniško zbirko z naslovom Rdeči nageljčki. Prve literarno polemične članke je začela objavljati leta 1893 v reviji Popotnik, po letu 1895 pa je začela tudi z aktivističnim pisanjem. Zavzemala se je za enakopravnost žensk v učiteljskem poklicu, poleg tega pa je zavzela tudi nacionalistično držo pri sklepanju zakonskih zvez. Zagovarjala je narodnostne poroke in glasno zagovarjala poroke Slovencev s Slovenkami. Pozivala je tudi k ustanavljanju ženskih društev, ki naj bi ženskam pomagala doseči enakopravnost.